# Widnoje
Widnoje (russisch Ви́дное; wiss. Transliteration Vidnoe) ist eine russische Stadt in der Oblast Moskau. Sie liegt nahe der südöstlichen Grenze der Stadt Moskau, etwa zwei Kilometer südlich des Autobahnrings MKAD, und hat 56.752 Einwohner (Stand 14. Oktober 2010).

## Geschichte
Widnoje – wörtlich übersetzt „das Sichtbare“, was möglicherweise auf die Lage des Ortes hoch auf den Hügeln hindeuten sollte – ging aus einer Datschensiedlung hervor, welche wiederum ab 1902 an der Stelle des ehemaligen Landgutes Widnoje errichtet wurde. 1949 erhielt die Datschensiedlung den Status einer Arbeitersiedlung und wurde um mehrere Wohnviertel für das Personal einer in der Nähe errichteten Kokerei erweitert. Am 3. Januar 1965 erhielt die Siedlung Stadtrechte und wurde zugleich Verwaltungszentrum eines Rajons innerhalb der Moskauer Oblast.
Nahe der Stadt befindet sich das ehemalige Landgut der Siedlung Gorki Leninskije, wo Revolutionsführer Lenin 1924 starb. Nach diesem ist auch der Rajon benannt, dessen Zentrum Widnoje ist.

### Bevölkerungsentwicklung
| Jahr | Einwohner |
| ---- | --------- |
| 1959 | 14.191    |
| 1970 | 35.446    |
| 1979 | 44.208    |
| 1989 | 55.829    |
| 2002 | 52.198    |
| 2010 | 56.752    |

Anmerkung: Volkszählungsdaten

## Wirtschaft und Verkehr
Neben der Kokerei, die gegenwärtig zum russischen Bergbauunternehmen Mechel gehört, ist die Industrie in Widnoje unter anderem mit einer Fabrik für Metallkonstruktionen vertreten. Aufgrund der Nähe der Stadt zu Moskau arbeiten jedoch viele Bewohner von Widnoje dort.
Widnoje liegt an der russischen Fernstraße M4 (Europastraße E 115) von Moskau nach Noworossijsk. Nahe der Stadt verläuft auch die Eisenbahnmagistrale Moskau–Lipezk. Der zu Widnoje gehörende Bahnhof heißt Rastorgujewo und ist Haltepunkt für zahlreiche Nahverkehrszüge, die den Pawelezer Bahnhof in Moskau mit Städten wie Domodedowo oder Kaschira verbinden. Der innerstädtische öffentliche Personennahverkehr besteht aus Omnibus- und Marschrutka-Linien, die Widnoje auch mit Moskau verbinden. Seit 2000 verfügt die Stadt zudem über ein kleines Trolleybus-Liniennetz.

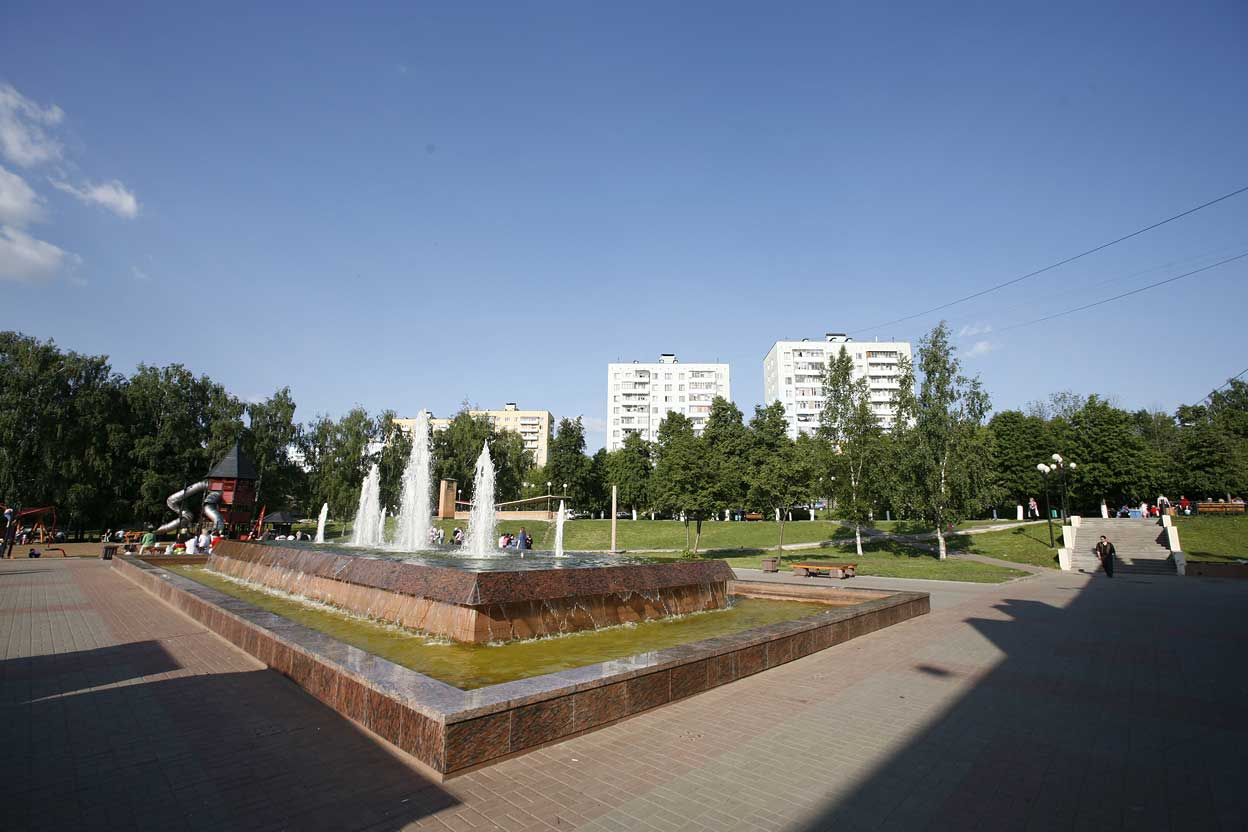
Ein Springbrunnen im Zentrum von Widnoje
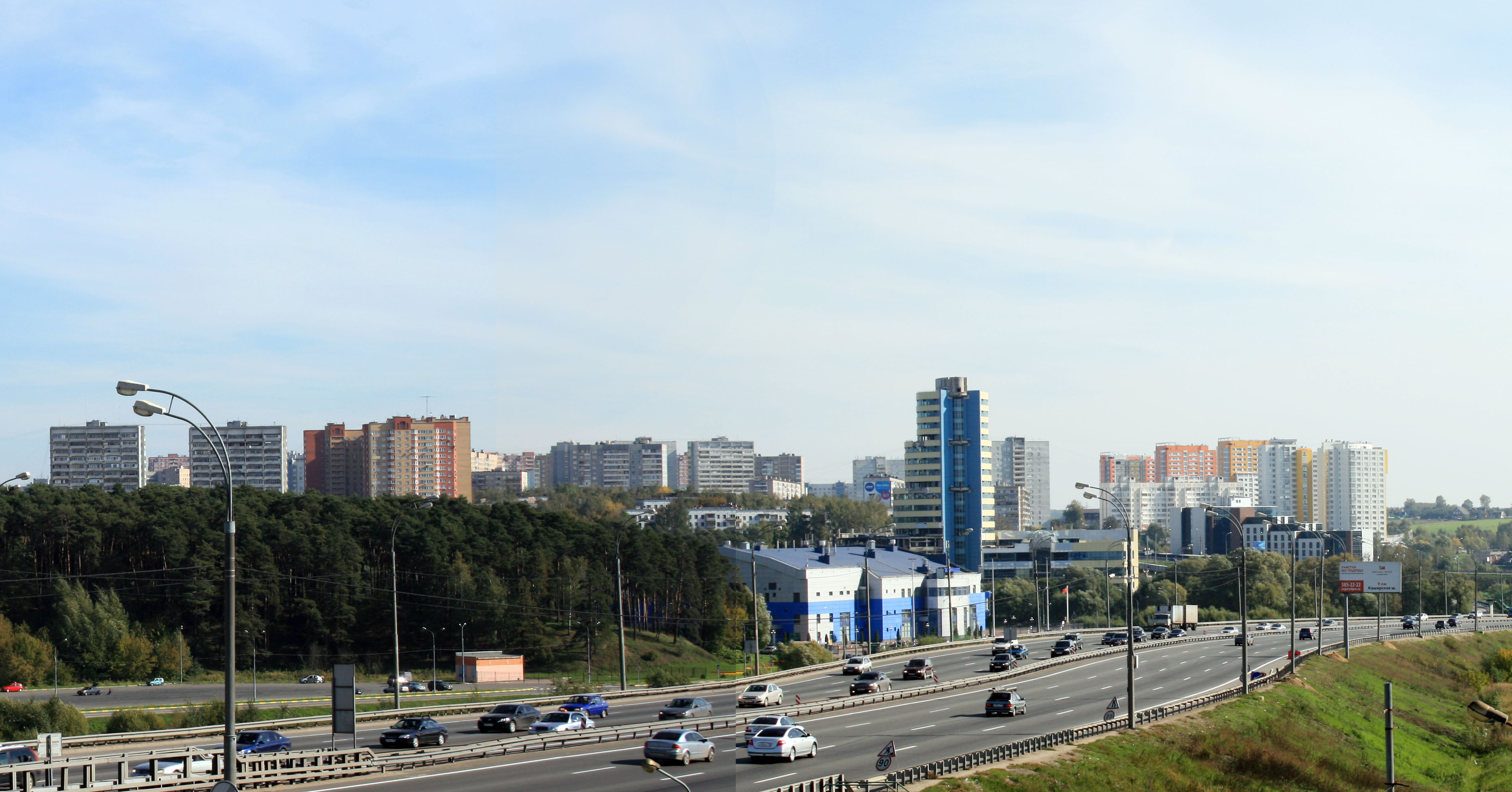
Widnoje und die M4

## Söhne und Töchter der Stadt
- Igor Akinfejew (* 1986), Fußballnationaltorwart
- Artjom Woronin (* 1991), Eishockeyspieler
- Najk Borsow (Nikolai Wladimirowitsch Baraschko; * 1972), Sänger